# Енні Рукаярві
Е́нні Рукая́рві (фін. Enni Rukajärvi; нар. 13 травня 1990, Куусамо, Фінляндія) — фінська сноубордистка, чемпіонка світу 2011 року зі слоупстайлу. Чемпіонка (2011) та срібний призер (2012) зимових X-Games. Дворазова чемпіонка світу серед юніорів (2010). Срібний призер Зимових Олімпійських ігор 2014 року.